# Parawatsa rufina
Parawatsa rufina – gatunek pluskwiaków różnoskrzydłych z rodziny zajadkowatych. Jedyny znany gatunek monotypowego rodzaju Parawatsa.

## Opis rodzaju
Przedplecze trapezoidalne. Scutellum bocznie obrzeżone. Półpokrywy sięgają końca odwłoka. Odwłok owalny z brzegami falistymi, ale bez płatków.

## Opis gatunku
Ciało długości 15 mm. Przedplecze, półpokrywy i scutellum żółtawo-pomarańczowe. Powierzchnia górna przedplecza i scutellum silnie granulowana. 

## Występowanie
Gatunek ten jest endemitem Madagaskaru. Znany jedynie z Sandrangato.